# Prabhat Kumar Mukhopadhyay
Prabhat Kumar Mukhopadhyay (3. veljače 1873. – 5. travnja 1932.) bio je bengalski pisac. Studirao je u Londonu i postao pravnik.

## Djela
- Ramasundari (1908.)[1]
- Nabin Sannyasi (1912.)
- Ratnadeep (1915.)[1]
- Jibaner Mulya (1917.)[1]
- Sindur Kauta (1919.)[1]
- Maner Manus (1922.)[1]
- Arati (1927.)[1]
- Devi[1]
- Pratima (1928.)[1]
- Garib Svami (1930.)[1]